# Casamitjana (Castellnou de Bages)
Casamitjana és una masia situada al municipi de Castellnou de Bages, a la comarca del Bages. Data com a mínim del 1530, però probablement de molt abans.